# Raimondo di Peñafort

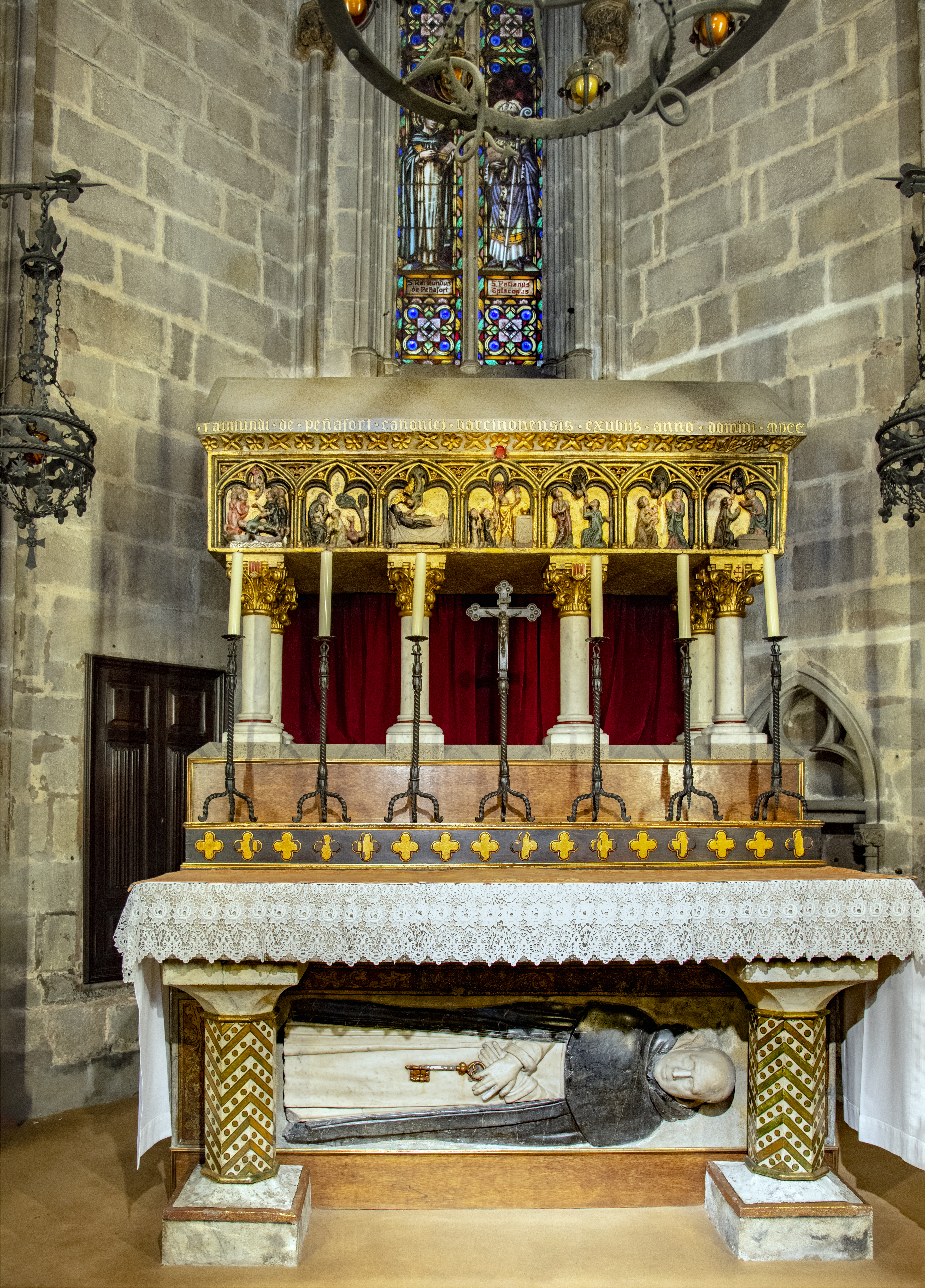
Tomba di Raimon di Penyafort nella Cattedrale della Santa Croce e Sant'Eulalia

Raimon di Penyafort (Santa Margarida i els Monjos, 1175 circa – Barcellona, 6 gennaio 1275) è stato un religioso e giurista spagnolo, appartenente all'Ordine domenicano; fu proclamato santo da papa Clemente VIII nel 1601.

## Biografia
In vita, Raimondo volle far conoscere di sé il meno possibile, giungendo a nascondere ogni documento circa la sua nascita; sulla base delle cronache contemporanee, che attestano la sua morte intorno ai cent'anni, si può concludere che nacque intorno al 1175.
Di probabili origini aristocratiche (secondo alcune fonti fu verosimilmente imparentato con la famiglia reale d'Aragona), frequentò la Cattedrale di Barcellona. Completati gli studi, e compiuti i vent'anni, su invito del Vescovo, Raimondo aprì una scuola per conto suo nei chiostri della Cattedrale come insegnante di Logica e di Retorica.
In seguito, studiò diritto canonico all'Università di Bologna, a quei tempi rinomata per gli studi giuridici, e nella medesima città, dopo aver conseguito la "licenza", insegnò diritto, ricevendo uno stipendio dall'amministrazione cittadina. L'influenza del docente Reginaldo da Bologna favorì la sua conversione all'ordine dei frati predicatori. Nel 1218 Berengario IV di Palali, vescovo di Barcellona, dopo un pellegrinaggio a Roma, era giunto a Bologna per chiedere a Domenico di Guzmán qualche frate predicatore per una fondazione nella sua diocesi. 
Avendo udito grandi elogi di Raimondo, gli chiese di insegnare nel seminario che intendeva fondare per l'educazione del suo clero, conformemente ai decreti del Quarto concilio lateranense. Raimondo accettò e seguì a Viterbo il vescovo, il quale, alla corte di Onorio III, incontrò Domenico, dal quale ottenne il personale necessario per la fondazione di un convento.
A Barcellona il vescovo lo nominò canonico della cattedrale e prevosto del capitolo. Intanto Raimondo si sentiva chiamato alla vita religiosa e il venerdì santo del 1222, entrò nell'Ordine domenicano.
Nel 1223 aiutò Pietro Nolasco, che in seguito i cattolici inizieranno a venerare come santo, a fondare l'Ordine dei Mercedari per il riscatto degli schiavi.
Gli fu ordinato di scrivere per i confessori una summa dei casi di coscienza e scrisse Summa de Casibus Poenitentiae. Ebbe importanti incarichi da papa Gregorio IX: venne da lui incaricato di appoggiare il re Giacomo I d'Aragona (di cui fu confessore) nella sua crociata contro i Mori delle Isole Baleari, ed in seguito fu da lui nominato suo cappellano e penitenziere, nonché confessore; inoltre, fu da lui incaricato di raccogliere tutte le Decretali e decisioni pontificie, destinate a sostituire le varie raccolte già esistenti. Questo lavoro, chiamato Liber Extra (o Decretalium Gregorii IX compilatio), fu promulgato in via ufficiale il 5 settembre 1234 dal Sommo Pontefice e presentato all'università di Parigi e di Bologna. Durante la sua permanenza presso la corte pontificia, a nome del Papa, Raimondo diede numerose risposte a consultazioni giuridiche, che furono raccolte con il nome di Dubitalia.
Nel 1238 fu eletto Maestro Generale del suo Ordine, alla morte di Giordano di Sassonia, venerato come beato dalla Chiesa cattolica.
Fu molto impegnato nella lotta contro l'eresia in Spagna e gli era molto a cuore la missione per evangelizzare gli "infedeli". Tanto che spinse Tommaso d'Aquino a comporre un testo per fornire i missionari delle conoscenze intellettuali necessarie a controbattere le obiezioni dei musulmani: l'opera divenne la celebre Summa contra gentiles.
A settant'anni si ritirò da ogni carica ufficiale, rientrò in patria dove si impegnò per convertire al cristianesimo mori ed ebrei. Morì nel 1275 e fu sepolto a Barcellona.
Papa Clemente VIII lo ha canonizzato il 29 aprile 1601. La commemorazione liturgica ricorre il 7 gennaio; nella messa tridentina ricorre il 23 gennaio.

## Opere

### Manoscritti
- Summa de casibus, fragm., XIII secolo, Uppsala, Universitetsbiblioteket Uppsala, Handskrifter, C. 590,  ff. 1r-2r.

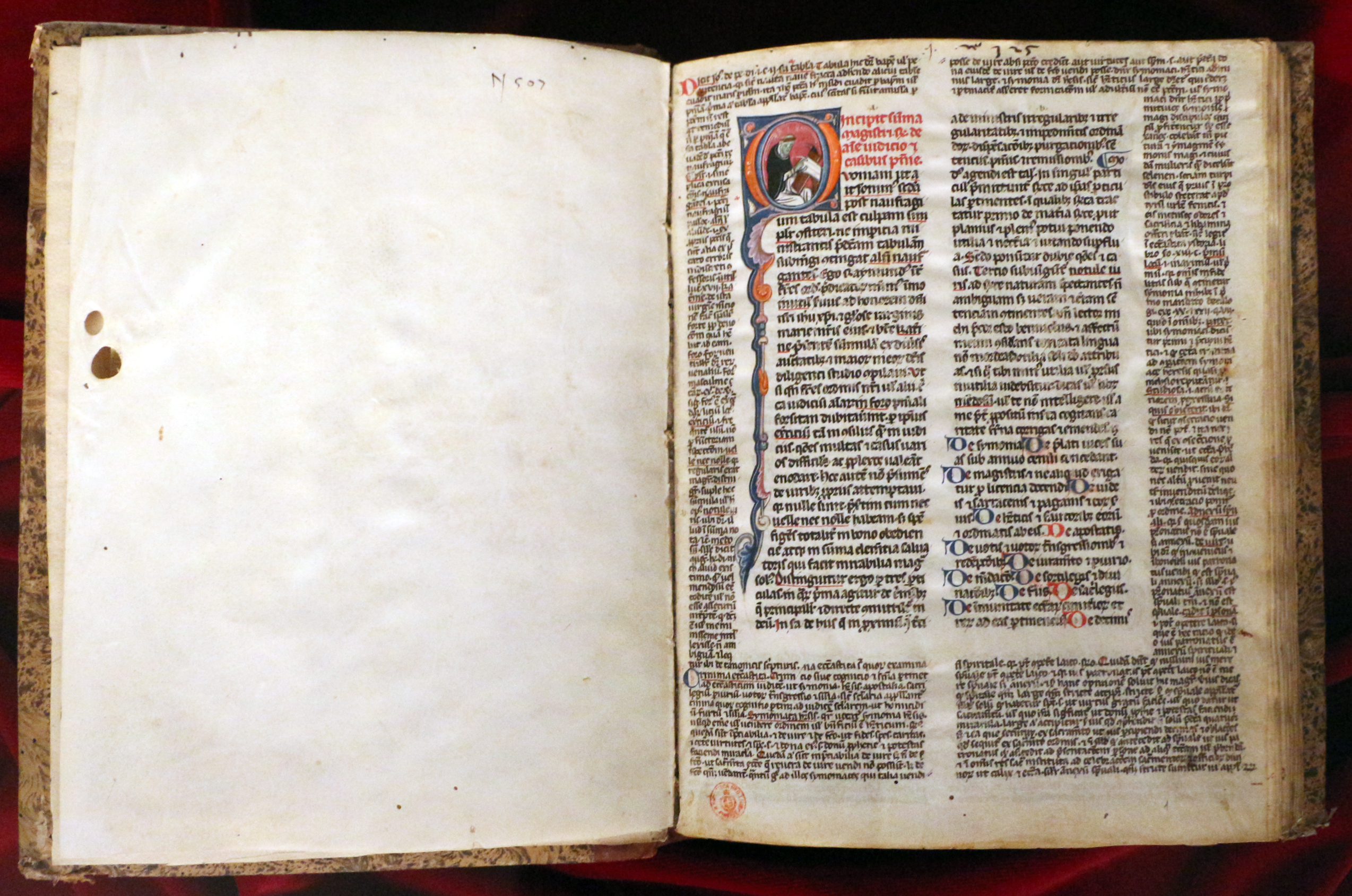
Summa de casibus, 1280-90 c. Firenze, Biblioteca Laurenziana.
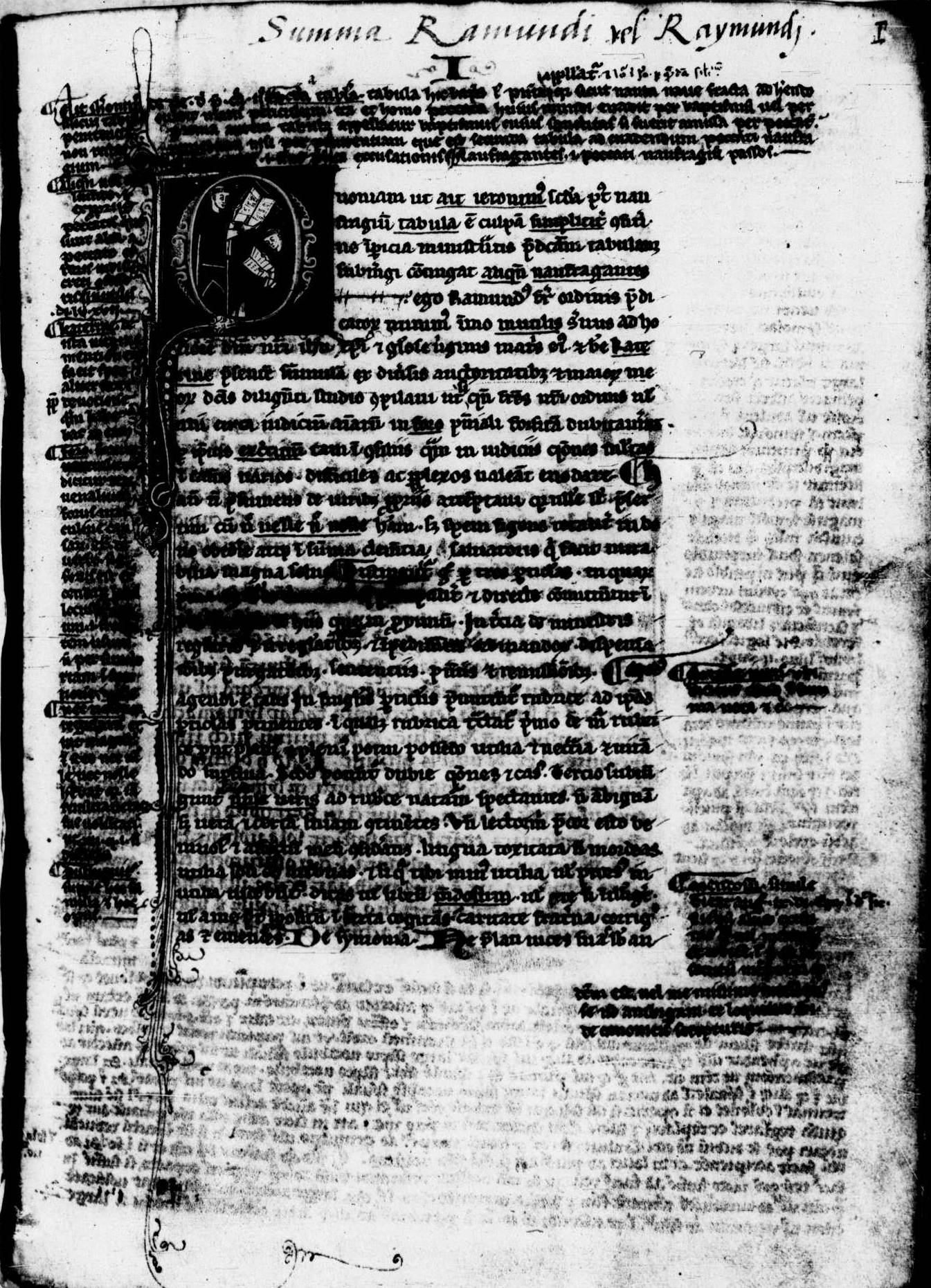
Summa de casibus, fragm. Manoscritto, XIII secolo. Uppsala, Universitetsbiblioteket Uppsala, Handskrifter, C. 590.

## Luoghi di culto
La tomba del santo è attualmente sita nella cattedrale della Santa Croce e Sant'Eulalia a Barcellona. Una cappella dedicata a San Raimondo di Peñafort si trova nella basilica di Santa Maria sopra Minerva, a Roma. Un'altra è ubicata nella chiesa di San Domenico a Palermo.

## Raimondo di Peñafort nella letteratura
Raimondo di Peñafort viene spesso citato nel romanzo Il tribunale delle anime di Donato Carrisi.